# Fußball-Weltmeisterschaft 1970/Italien
Dieser Artikel behandelt die italienische Nationalmannschaft bei der Fußball-Weltmeisterschaft 1970 in Mexiko.

## Qualifikation
Der amtierende Europameister traf in der Qualifikation auf die DDR und Wales. Die Qualifikation verlief problemlos, das entscheidende Spiel um den Gruppensieg fand am 12. November 1969 in Rom gegen die DDR statt und konnte mit 3:0 gewonnen werden.
| Wales   | - | Italien | 0:1 (0:1) |
| DDR     | - | Italien | 2:2 (1:0) |
| Italien | - | Wales   | 4:1 (1:0) |
| Italien | - | DDR     | 3:0 (3:0) |

## Aufgebot
| Nr.               | Name                 | Verein vor WM-Beginn | Geburtstag | Spiele   | Tore     | Gelbe Karte | Rote Karte |
| Torhüter          | Torhüter             | Torhüter             | Torhüter   | Torhüter | Torhüter | Torhüter    | Torhüter   |
| ----------------- | -------------------- | -------------------- | ---------- | -------- | -------- | ----------- | ---------- |
| 1                 | Enrico Albertosi     | Cagliari Calcio      | 02.11.1939 | 6        | 0        | 0           | 0          |
| 12                | Dino Zoff            | SSC Neapel           | 28.02.1942 | 0        | 0        | 0           | 0          |
| 17                | Lido Vieri           | Inter Mailand        | 16.07.1939 | 0        | 0        | 0           | 0          |
| Abwehrspieler     |                      |                      |            |          |          |             |            |
| 2                 | Tarcisio Burgnich    | Inter Mailand        | 25.04.1939 | 6        | 1        | 1           | 0          |
| 3                 | Giacinto Facchetti   | Inter Mailand        | 18.07.1942 | 6        | 0        | 0           | 0          |
| 4                 | Fabrizio Poletti     | AC Turin             | 13.07.1943 | 1        | 0        | 0           | 0          |
| 5                 | Pierluigi Cera       | Cagliari Calcio      | 25.02.1941 | 6        | 0        | 0           | 0          |
| 6                 | Ugo Ferrante         | AC Florenz           | 18.07.1945 | 0        | 0        | 0           | 0          |
| 7                 | Comunardo Niccolai   | Cagliari Calcio      | 15.12.1946 | 1        | 0        | 0           | 0          |
| 8                 | Roberto Rosato       | AC Mailand           | 18.08.1943 | 6        | 0        | 1           | 0          |
| Mittelfeldspieler |                      |                      |            |          |          |             |            |
| 9                 | Giorgio Puia         | AC Turin             | 08.03.1938 | 0        | 0        | 0           | 0          |
| 10                | Mario Bertini        | Inter Mailand        | 07.01.1944 | 6        | 0        | 0           | 0          |
| 14                | Gianni Rivera        | AC Mailand           | 18.08.1943 | 4        | 2        | 1           | 0          |
| 15                | Sandro Mazzola       | Inter Mailand        | 08.11.1942 | 6        | 0        | 0           | 0          |
| 16                | Giancarlo De Sisti   | AC Florenz           | 13.03.1943 | 6        | 0        | 1           | 0          |
| 18                | Antonio Juliano      | SSC Neapel           | 01.01.1943 | 1        | 0        | 0           | 0          |
| 21                | Giuseppe Furino      | Juventus Turin       | 05.07.1946 | 1        | 0        | 0           | 0          |
| Stürmer           |                      |                      |            |          |          |             |            |
| 11                | Luigi Riva           | Cagliari Calcio      | 07.11.1944 | 6        | 3        | 0           | 0          |
| 13                | Angelo Domenghini    | Cagliari Calcio      | 25.08.1941 | 6        | 1        | 1           | 0          |
| 19                | Sergio Gori          | Cagliari Calcio      | 24.02.1946 | 1        | 0        | 0           | 0          |
| 20                | Roberto Boninsegna   | Inter Mailand        | 13.11.1943 | 6        | 2        | 0           | 0          |
| 21                | Paolino Pulici       | AC Turin             | 27.04.1950 | 0        | 0        | 0           | 0          |
| 22                | Pierino Prati        | AC Mailand           | 13.12.1946 | 0        | 0        | 0           | 0          |
| Trainer           |                      |                      |            |          |          |             |            |
|                   | Ferruccio Valcareggi |                      | 12.02.1919 |          |          |             |            |

## Italienische Spiele

### Vorrunde
Die Italiener konnten in der Vorrunde nicht überzeugen. Im ersten Spiel konnten die Schweden durch ein frühes Tor von Domenghini mit 1:0 besiegt werden. Die beiden anderen Spiele gegen Uruguay und WM-Neuling Israel endeten jeweils mit einem torlosen Unentschieden, Italien konnte sich aber nach der Niederlage Uruguays gegen Schweden den ersten Gruppenplatz sichern.
| Italien | - | Schweden | 1:0 (1:0) |
| Italien | - | Uruguay  | 0:0       |
| Italien | - | Israel   | 0:0       |

### Viertelfinale
Im Viertelfinale traf Italien auf Gastgeber Mexiko. Die Mexikaner hatten zunächst den besseren Start und gingen nach einer Viertelstunde in Führung. Nur wenige Minuten später hätte es 2:0 für den Gastgeber stehen können, Borja traf jedoch nur die Querlatte. Die bis dahin stark kritisierten Italiener fanden zunehmend besser ins Spiel und erzielten in der 26. Spielminute den Ausgleich, als der mexikanische Kapitän einen Schuss von Boninsegna ins eigene Tor lenkte. In der zweiten Halbzeit war die Squadra Azzurra die dominierende Mannschaft, und durch die Treffer von Riva und dem eingewechselten Rivera gewannen die Italiener letztendlich mit 4:1 und zogen ins Halbfinale ein.
| Italien – Mexiko 4:1 (1:1) | Italien – Mexiko 4:1 (1:1) |
| -------------------------- | --- |
| Daten                      | Sonntag, 14. Juni 1970 in Toluca, Estadio Nemesio Díez                                                                                      |
| Italien                    | Albertosi – Burgnich, Cera, Rosato, Facchetti (Kapitän) – Bertini, Mazzola (46. Rivera), de Sisti, Domenghini (85. Gori) – Boninsegna, Riva |
| Mexiko                     | Calderón – Vantolrá, Peña (Kapitän), Guzmán, Pérez – González (68. Borja), Pulido, Munguía, Valdivia (60. Velarde) – Fragoso, Padilla       |
| Tore                       | 0:1 González (13.), 1:1 Guzman (25./ET), 2:1 Riva (64.), 3:1 Rivera (69.), 4:1 Riva (76.)                                                   |

### Halbfinale
Das Halbfinale zwischen Italien und der Bundesrepublik Deutschland ging als Jahrhundertspiel in die Geschichte ein, jedoch begann dieses Spiel zunächst recht unspektakulär: Die Italiener gingen nach sieben Minuten in Führung und verteidigten diese bis zur Nachspielzeit der zweiten Halbzeit, als ausgerechnet der in Italien spielende Karl-Heinz Schnellinger den Ausgleich erzielten konnte. Gerd Müllers Führungstor in der Verlängerung konnte Burgnich wenige Minuten später ausgleichen, ehe Riva kurz vor der Halbzeitpause die erneute italienische Führung wiederherstellte. In der zweiten Halbzeit glichen die Deutschen wiederum aus, doch Rivera erzielte fast im Gegenzug den Treffer zum 4:3-Endstand. Durch diesen Sieg stand Italien erstmals seit 32 Jahren wieder in einem WM-Finale.
| Italien – BR Deutschland 4:3 n. V. (1:1, 1:0) | Italien – BR Deutschland 4:3 n. V. (1:1, 1:0)                                                                                                  |
| --------------------------------------------- | --- |
| Daten                                         | Mittwoch, 17. Juni 1970 in Mexiko-Stadt, Estadio Azteca                                                                                        |
| Italien                                       | Albertosi – Cera, Burgnich, Bertini, Rosato (94. Poletti) – Facchetti (Kapitän), Domenghini, Mazzola (46. Rivera), de Sisti – Boninsegna, Riva |
| BR Deutschland                                | Maier – Schnellinger, Vogts, Patzke (66. Held), Schulz – Beckenbauer, Overath, Seeler (Kapitän) – Grabowski, Müller, Löhr (52. Libuda)         |
| Tore                                          | 1:0 Boninsegna (7.), 1:1 Schnellinger (90.), 1:2 Müller (95.), 2:2 Burgnich (98.), 3:2 Riva (104.), 3:3 Müller (110.), 4:3 Rivera (111.)       |

### Finale
Im Finale konnte Italien nur in der ersten Halbzeit mit den Brasilianern mithalten, in der zweiten Halbzeit brachen sie, noch vom Halbfinale gegen Deutschland geschwächt, konditionell ein und mussten drei Gegentreffer hinnehmen. Trotz der Niederlage war der zweite Platz der größte Erfolg seit dem Titelgewinn bei der Fußball-WM 1938 in Frankreich.
| Italien – Brasilien 1:4 (1:1) | Italien – Brasilien 1:4 (1:1) |
| ----------------------------- | --- |
| Daten                         | Sonntag, 21. Juni 1970 in Mexiko-Stadt, Estadio Azteca                                                                                         |
| Italien                       | Albertosi – Burgnich, Cera, Bertini (75. Juliano) – Rosato, Facchetti (Kapitän), Domenghini, de Sisti, Mazzola – Boninsegna (84. Rivera), Riva |
| Brasilien                     | Félix – Carlos Alberto (Kapitän), Brito, Piazza, Everaldo – Clodoaldo, Gérson, Jairzinho, Tostão – Pelé, Rivelino.                             |
| Tore                          | 0:1 Pelé (18.), 1:1 Boninsegna (37.), 1:2 Gérson (66.), 1:3 Jairzinho (71.), 1:4 Carlos Alberto (86.)                                          |